# Kiev
Kiev (in ucraino Київ?, Kyïv, , AFI: [ˈkɪjiu̯]; in russo Киев?, Kiev , AFI: [ˈkʲi(j)ɪf]; in yiddish קיוו‎? Kiv), in italiano chiamata storicamente con l'esonimo Chiovia, è una città a statuto speciale dell'Ucraina, capitale e città più popolosa del paese nonché capoluogo dell'omonima oblast', dalla quale è amministrativamente indipendente.
Nel 2022 la popolazione era pari a 2 952 301 abitanti.

## Geografia fisica

### Territorio

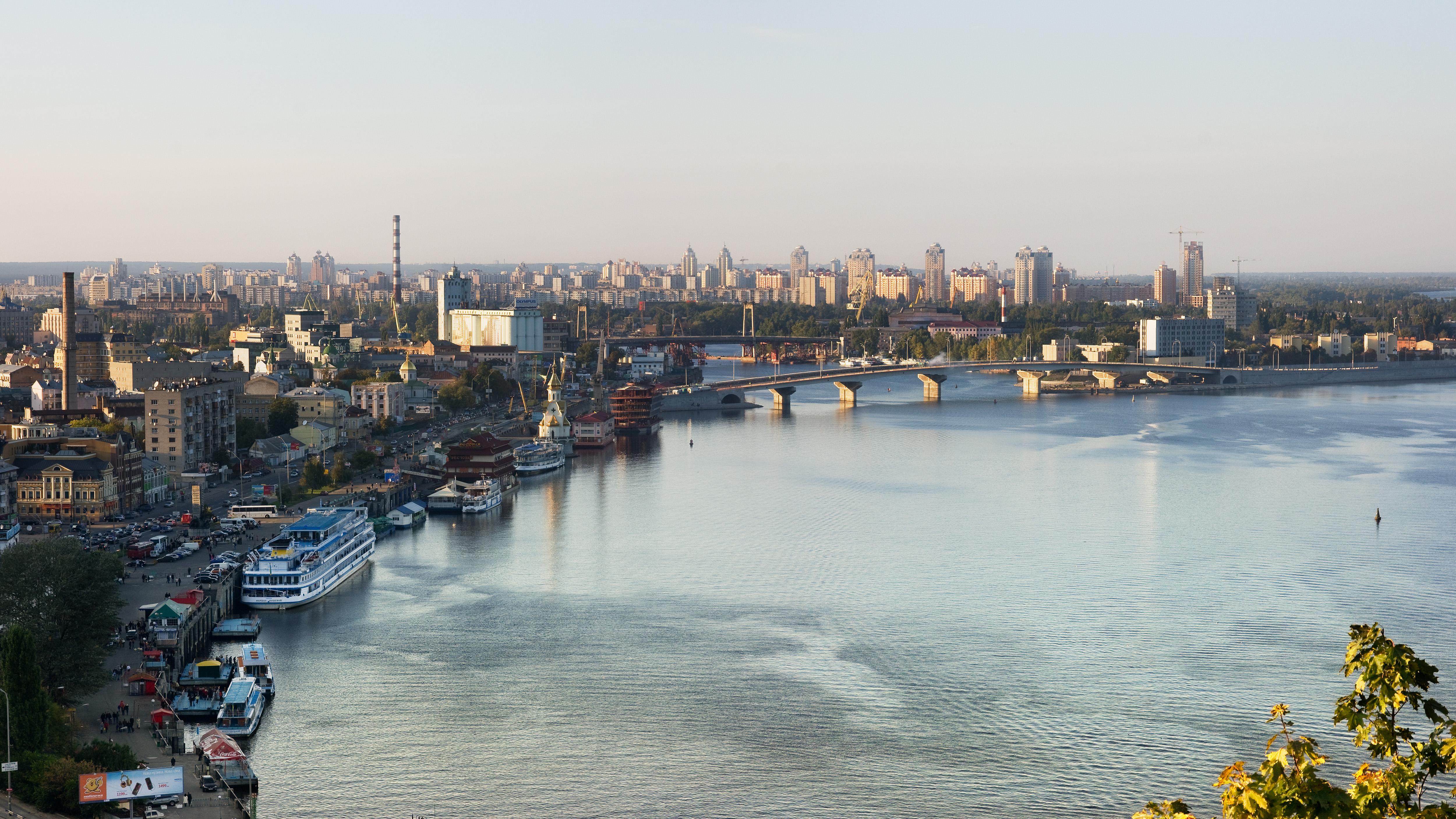
Il fiume Dnepr

La città sorge su un ripiano terrazzato sulla riva destra del fiume Dnepr nella parte centro-settentrionale dell'Ucraina, non distante dal confine con la Bielorussia, al margine delle terre nere.

### Clima
Kiev ha un clima continentale, molto freddo in inverno e relativamente caldo in estate. La temperatura media di gennaio è di −6 °C, quella di luglio è di 20 °C.
| Kiev (1991-2020) Fonte:      | Mesi         | Mesi         | Mesi         | Mesi         | Mesi        | Mesi        | Mesi        | Mesi        | Mesi        | Mesi         | Mesi         | Mesi         | Stagioni | Stagioni | Stagioni | Stagioni | Anno  |
| Kiev (1991-2020) Fonte:      | Gen          | Feb          | Mar          | Apr          | Mag         | Giu         | Lug         | Ago         | Set         | Ott          | Nov          | Dic          | Inv      | Pri      | Est      | Aut      | Anno  |
| ---------------------------- | ------------ | ------------ | ------------ | ------------ | ----------- | ----------- | ----------- | ----------- | ----------- | ------------ | ------------ | ------------ | -------- | -------- | -------- | -------- | ----- |
| T. max. media (°C)           | −0,8         | 0,7          | 6,5          | 15,0         | 21,1        | 24,6        | 26,5        | 25,9        | 20,0        | 12,9         | 5,3          | 0,5          | 0,1      | 14,2     | 25,7     | 12,7     | 13,2  |
| T. media (°C)                | −3,2         | −2,3         | 2,5          | 10,0         | 15,8        | 19,5        | 21,3        | 20,5        | 14,9        | 8,6          | 2,6          | −1,8         | −2,4     | 9,4      | 20,4     | 8,7      | 9,0   |
| T. min. media (°C)           | −5,5         | −5,0         | −0,8         | 5,7          | 10,9        | 14,8        | 16,7        | 15,7        | 10,6        | 5,1          | 0,4          | −3,9         | −4,8     | 5,3      | 15,7     | 5,4      | 5,4   |
| T. max. assoluta (°C)        | 13,2 (2023)  | 17,3 (1990)  | 22,4 (1990)  | 30,2 (2012)  | 33,6 (2007) | 35,0 (1885) | 39,4 (1936) | 39,3 (1946) | 33,6 (1898) | 28,0 (1888)  | 23,2 (1926)  | 14,7 (2008)  | 17,3     | 33,6     | 39,4     | 33,6     | 39,4  |
| T. min. assoluta (°C)        | −32,9 (1951) | −32,2 (1929) | −24,9 (1964) | −10,4 (1931) | −2,4 (1900) | 2,4 (1930)  | 5,8 (1904)  | 3,3 (1966)  | −2,9 (1981) | −17,8 (1920) | −21,9 (1890) | −30,0 (1895) | −32,9    | −24,9    | 2,4      | −21,9    | −32,9 |
| Nuvolosità (okta al giorno)  | 7,7          | 7,4          | 6,7          | 6,3          | 5,5         | 5,7         | 5,3         | 4,9         | 5,7         | 6,1          | 7,8          | 8,1          | 7,7      | 6,2      | 5,3      | 6,5      | 6,4   |
| Precipitazioni (mm)          | 38           | 40           | 40           | 42           | 65          | 73          | 68          | 56          | 57          | 46           | 46           | 47           | 125      | 147      | 197      | 149      | 618   |
| Giorni di pioggia            | 8            | 7            | 9            | 13           | 14          | 15          | 14          | 11          | 14          | 12           | 12           | 9            | 24       | 36       | 40       | 38       | 138   |
| Nevicate (cm)                | 9            | 11           | 7            | 0            | 0           | 0           | 0           | 0           | 0           | 0            | 2            | 5            | 25       | 7        | 0        | 2        | 34    |
| Giorni di neve               | 17           | 17           | 10           | 2            | 0,2         | 0,0         | 0,0         | 0,0         | 0,03        | 2,0          | 9,0          | 16,0         | 50,0     | 12,2     | 0,0      | 11,0     | 73,2  |
| Giorni di nebbia             | 4            | 5            | 3            | 2            | 1           | 0,4         | 0,3         | 0,3         | 1,0         | 4,0          | 7,0          | 7,0          | 16,0     | 6,0      | 1,0      | 12,0     | 35,0  |
| Umidità relativa media (%)   | 83           | 80           | 74           | 64           | 62          | 67          | 68          | 67          | 74          | 77           | 85           | 86           | 83       | 66,7     | 67,3     | 78,7     | 73,9  |
| Ore di soleggiamento mensili | 42           | 64           | 112          | 162          | 257         | 273         | 287         | 252         | 189         | 123          | 51           | 31           | 137      | 531      | 812      | 363      | 1 843 |
| Vento (direzione-m/s)        | W 2,9        | W 2,9        | W 2,9        | SE 2,7       | S 2,4       | W 2,2       | N 2,1       | N 2,0       | W 2,2       | W 2,3        | S 2,7        | W 2,8        | 2,9      | 2,7      | 2,1      | 2,4      | 2,5   |

## Origini del nome
Il nome deriverebbe secondo la tradizione da Kij (in ucraino Кий?, Kyj), mitico fondatore della città menzionato nella Cronaca degli anni passati insieme ai fratelli Šček e Choriv. La miticità dei personaggi ha spinto comunque diversi studiosi a supporre che il nome sia derivato da alcune caratteristiche del luogo; il linguista Jaroslav Rudnyc'kyj ha supposto che il toponimo sarebbe derivato dal proto-slavo kyjь, traducibile letteralmente come "martello" ma da interpretare come "palo" o "bastone" in linea col significato della parola ucraina кий.
In passato il nome è stato menzionato anche come Києвъ, Къıєвъ e Кїєвъ in opere come il Codice laurenziano o la Prima Cronaca di Novgorod ma anche Кыѣвъ, Киѣвъ o Кіѣвъ, mantenendo l'obsoleta jat, eliminata dall'alfabeto cirillico ucraino tra il XIX e il XX secolo.

Logo della campagna online in inglese del 2018 "KyivNotKiev" del Ministero degli affari esteri ucraino per promuovere l'utilizzo della traslitterazione "Kyiv".

La traslitterazione del nome all'alfabeto latino è stata spesso oggetto di controversie: sin dal XIX secolo la città è stata chiamata Kiev in gran parte della altre lingue, seguendo la traslitterazione del toponimo dal russo, ma nel 1995 il governo ucraino promulgò una risoluzione richiedendo di utilizzare la traslitterazione Kyiv (o più correttamente Kyïv, in ucraino Київ?), più accurata rispetto al toponimo in lingua ucraina. In Ucraina si è quindi diffusa maggiormente la traslitterazione Kyiv, il cui utilizzo si è espanso anche a livello internazionale soprattutto con l'acuirsi del conflitto russo-ucraino nel 2014 e nuovamente nel 2022. L'esonimo Kiev è tuttavia rimasto prevalente in italiano.

## Storia

### Fondazione
(Ilarione di Kiev)
Kiev fu fondata probabilmente molto prima del V secolo, e funzionò come snodo commerciale tra Costantinopoli e il nord-est europeo. Lo storico goto Giordane registrò l'esistenza della città con il nome di Danaprstadr. Quando la regione finì sotto l'influenza slavo-variaga, la città divenne nota come Kiev (la leggenda parla di una figura fondatrice di nome Kij) e fu eletta a madre delle città russe da Oleg di Novgorod. Tutta la regione intorno a Kiev era nota con il nome di rus' e i kieviani erano chiamati generalmente rusiny/rusici.

### LaRus'di Kiev

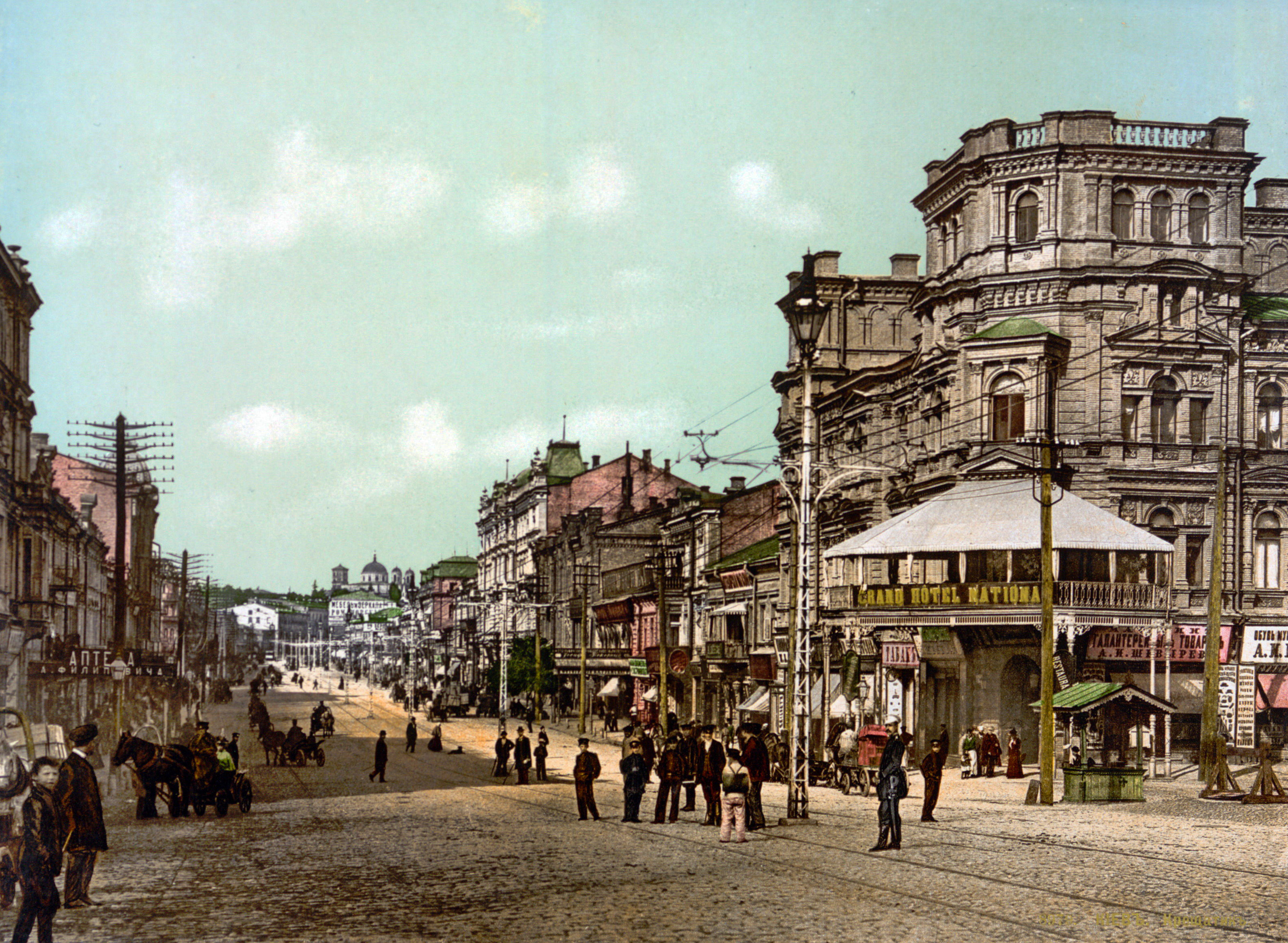
Chreščatyk, 1899

La Rus' di Kiev, dall'882 al 1169 (anno in cui subì un grosso sacco), fu il principale stato Slavo orientale-Variago con capitale Kiev. Venne devastata dall'invasione dei Mongoli nel 1240, passò successivamente sotto il governo del Principato di Galizia-Volinia (prima del 1264), del Granducato di Lituania (1362), della Confederazione polacco-lituana (1569), divenne uno Stato cosacco ucraino di breve durata (1648), e infine fu occupata dalla Russia (1654-1667).

### Prima guerra mondiale
Nel turbolento periodo successivo alla rivoluzione russa del 1917, Kiev fu coinvolta in numerosi conflitti: la prima guerra mondiale, durante la quale i soldati tedeschi la occuparono dal 2 marzo 1918 al novembre 1918, la guerra civile russa dal 1917 al 1922 e la guerra polacco-sovietica del 1919-1921. Durante gli ultimi tre mesi del 1919, Kiev fu controllata a intermittenza dall'Armata Bianca. Kiev passò di mano sedici volte dalla fine del 1918 all'agosto 1920.

### Seconda guerra mondiale

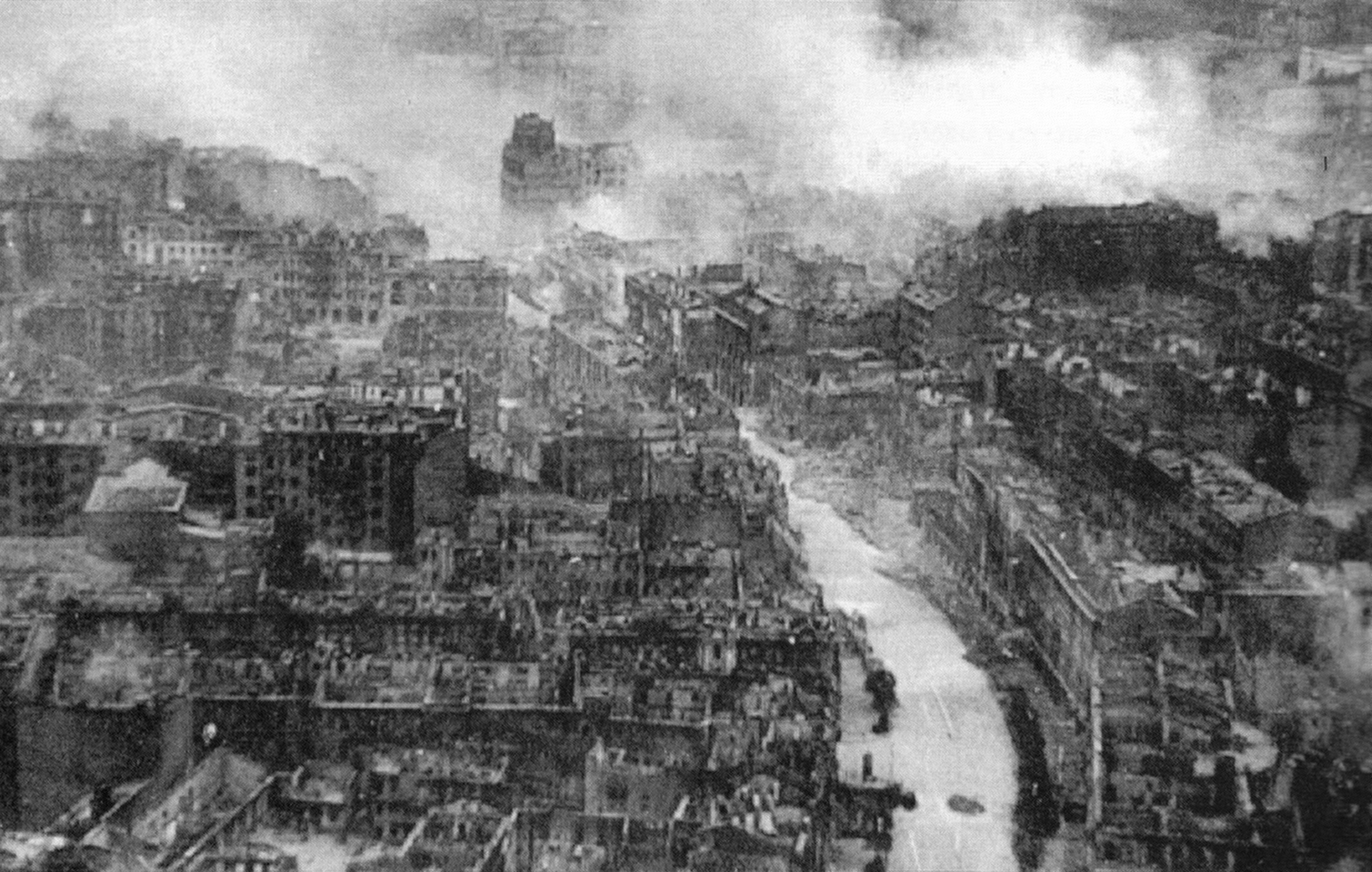
Rovine di Kiev dopo la battaglia

Il 19 settembre 1941, durante la seconda guerra mondiale, nell'ambito dell'Operazione Barbarossa, la Germania occupò Kiev accerchiando ingenti forze dell'Armata Rossa che controllavano la zona e prendendo più di 650 000 prigionieri. Iniziò la resistenza clandestina alle truppe di occupazione e tra i partigiani vi fu Tatiana Markus, scoperta ed arrestata dalla Gestapo quindi fucilata nel 1943. Il 29 e il 30 settembre a Babij Jar, nei pressi di Kiev, il Sonderkommando 4a guidato da Paul Blobel e il Reggimento di polizia Sud (Polizei-Regiment Süd) eseguirono l'omicidio di massa di 33 771 ebrei. Capo delle SS e della polizia di quella zona era Friedrich Jeckeln.
La città rimase in mano tedesca fino a quando fu liberata dall'Armata Rossa il 6 novembre 1943 dopo una durissima battaglia; liberarono la città le forze sovietiche del "Fronte di Voronež" del generale Nikolaj Vatutin.
Per l'eroismo dimostrato durante la guerra, la città fu premiata con il titolo di Città eroina.

### Indipendenza dell'Ucraina
Dopo 57 anni passati come capitale della RSS Ucraina dell'Unione Sovietica, Kiev nel 1991 divenne la capitale dell'Ucraina indipendente.
Il 23 ottobre 2004 in città vi fu una manifestazione a sostegno del candidato presidenziale ucraino Viktor Juščenko. La manifestazione era stata organizzata davanti alla Commissione elettorale centrale sulla piazza Lesia Ukrajinka. Alla manifestazione partecipavano circa duecentomila dimostranti provenienti da tutta la nazione.
Dal 21 novembre 2013, a seguito della sospensione dell'accordo di associazione tra l'Ucraina e l'Unione europea voluta dal governo del presidente Viktor Janukovyč, migliaia di manifestanti, sostenuti dai principali partiti di opposizione di destra si riunirono in Piazza dell'Indipendenza per protestare contro il Presidente. Dopo mesi di scontri (che provocarono la morte di centinaia di manifestanti e di poliziotti), il 22 febbraio 2014 Janukovyč venne deposto dal parlamento.

### Simboli
Lo stemma storico risale al principato medievale della Rus' di Kiev, dove l'arcangelo Michele era raffigurato sui sigilli usati dai Gran Principi di Kiev. Inizialmente lo stemma di Kiev raffigurava san Giorgio che combatteva un drago su un campo azzurro, e questo oggi è l'emblema dell'Oblast' di Kiev. Nel XVI secolo, per il Voivodato di Kiev fu adottato uno stemma costituito dall'arcangelo Michele vestito di bianco, con in mano una spada e un fodero in campo rosso.
Nel 1487, insieme al Diritto di Magdeburgo, alla città di Kiev fu concesso uno stemma costituito da una mano che reggeva un arco con freccia.
Nel 1782, per ordine di Caterina II di Russia, fu approvata una nuova versione che stabiliva che l'arcangelo fosse rappresentato con una corta tunica all'interno di un campo azzurro. Successivamente lo scudo fu decorato con la corona imperiale di Russia e altri ornamenti esteriori.
Nel 1918, durante il breve periodo in cui l'Ucraina fu indipendente, furono introdotti nello stemma di Kiev, accanto a san Michele, una balestra e il tridente dell'emblema nazionale; quest'ultimo elemento venne scelto per simboleggiare il suo status di capitale del Paese.
Nel 1957, sotto l'Unione Sovietica, fu progettato un nuovo stemma con foglie di castagno d'oro, un arco d'argento e la parola КИЇВ (Kyiv). Questa composizione si trovava su uno scudo partito di rosso e di azzurro. In alto era visibile la sagoma della falce e martello e nella parte inferiore la medaglia di Città eroina.
Dal 1973 le foglie di ippocastano sono tra i simboli della città. Dopo essere stato approvato dal Consiglio cittadino il 18 aprile 1995, il successivo mese di maggio venne ufficialmente ripreso lo stemma tradizionale della città, con l'arcangelo Michele.

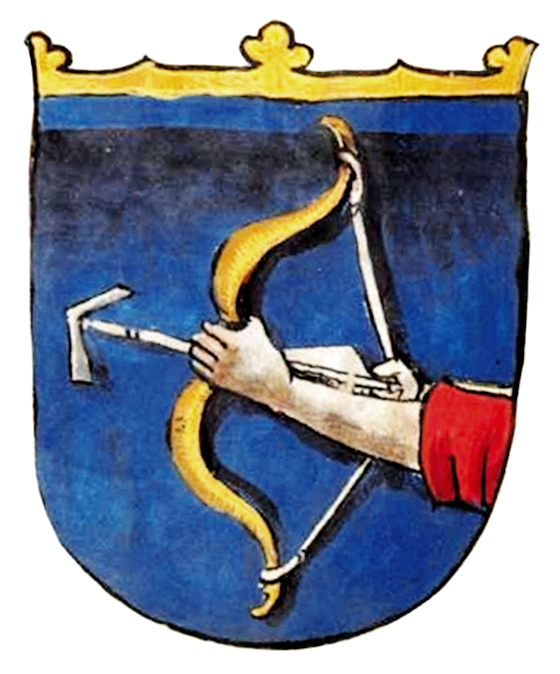
Stemma di Kiev del 1480
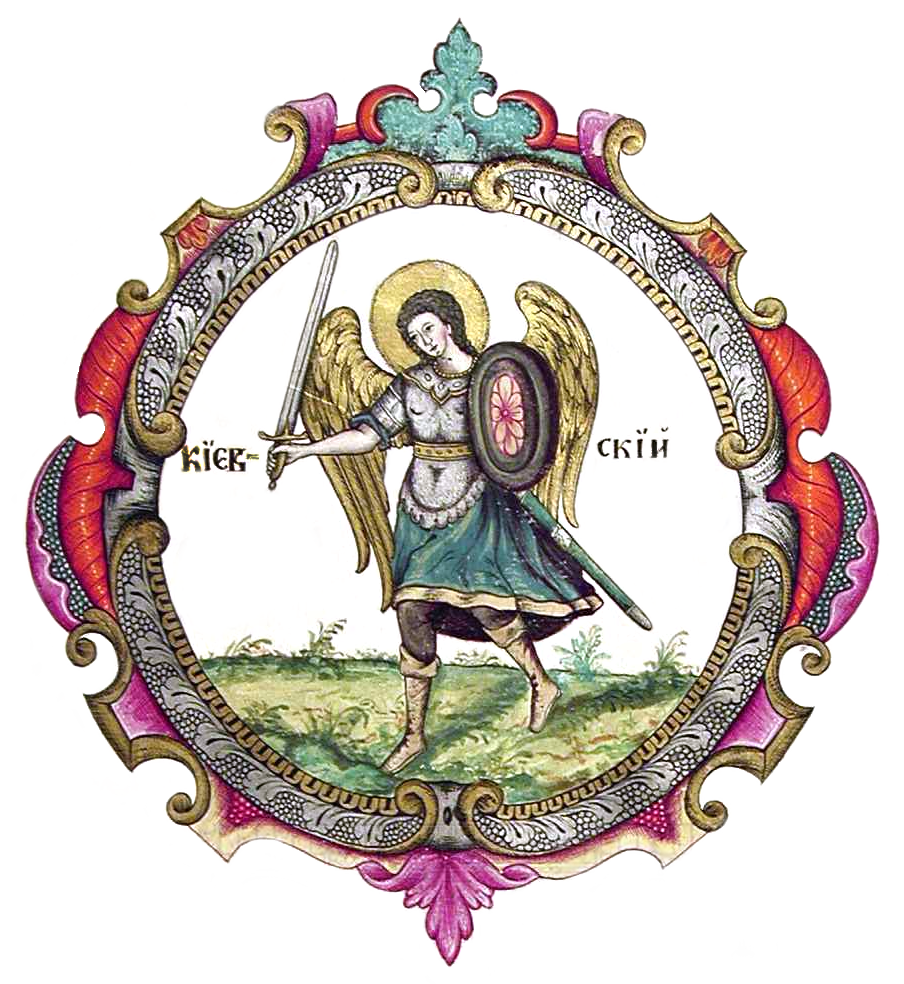
Stemma di Kiev del 1672
Sigillo del 1698
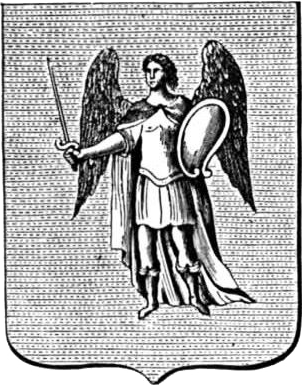
Ricostruzione dello stemma di Kiev del 1782
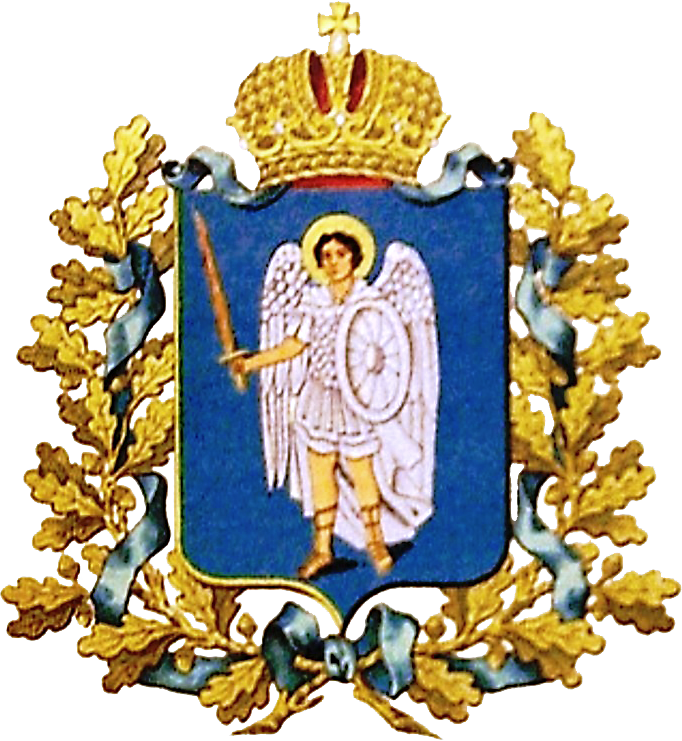
Stemma del Governatorato di Kiev (1856)
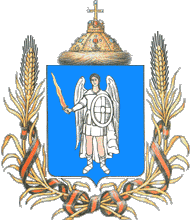
Stemma di Kiev del 1917
Stemma di Kiev in epoca sovietica (1969—1995)
Stemma di Kiev dal 1995

## Monumenti e luoghi d'interesse

### Edifici religiosi

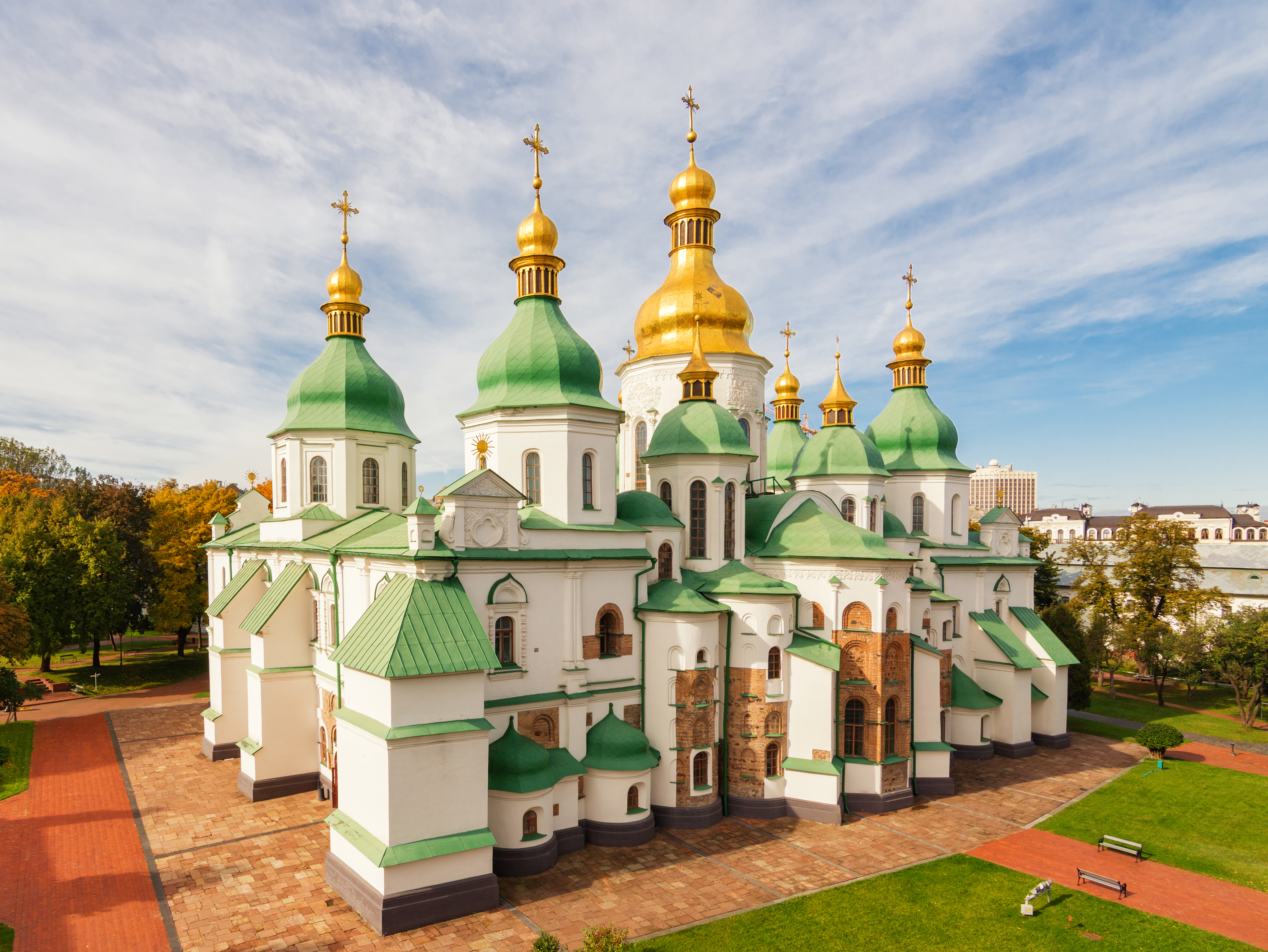
Cattedrale di Santa Sofia

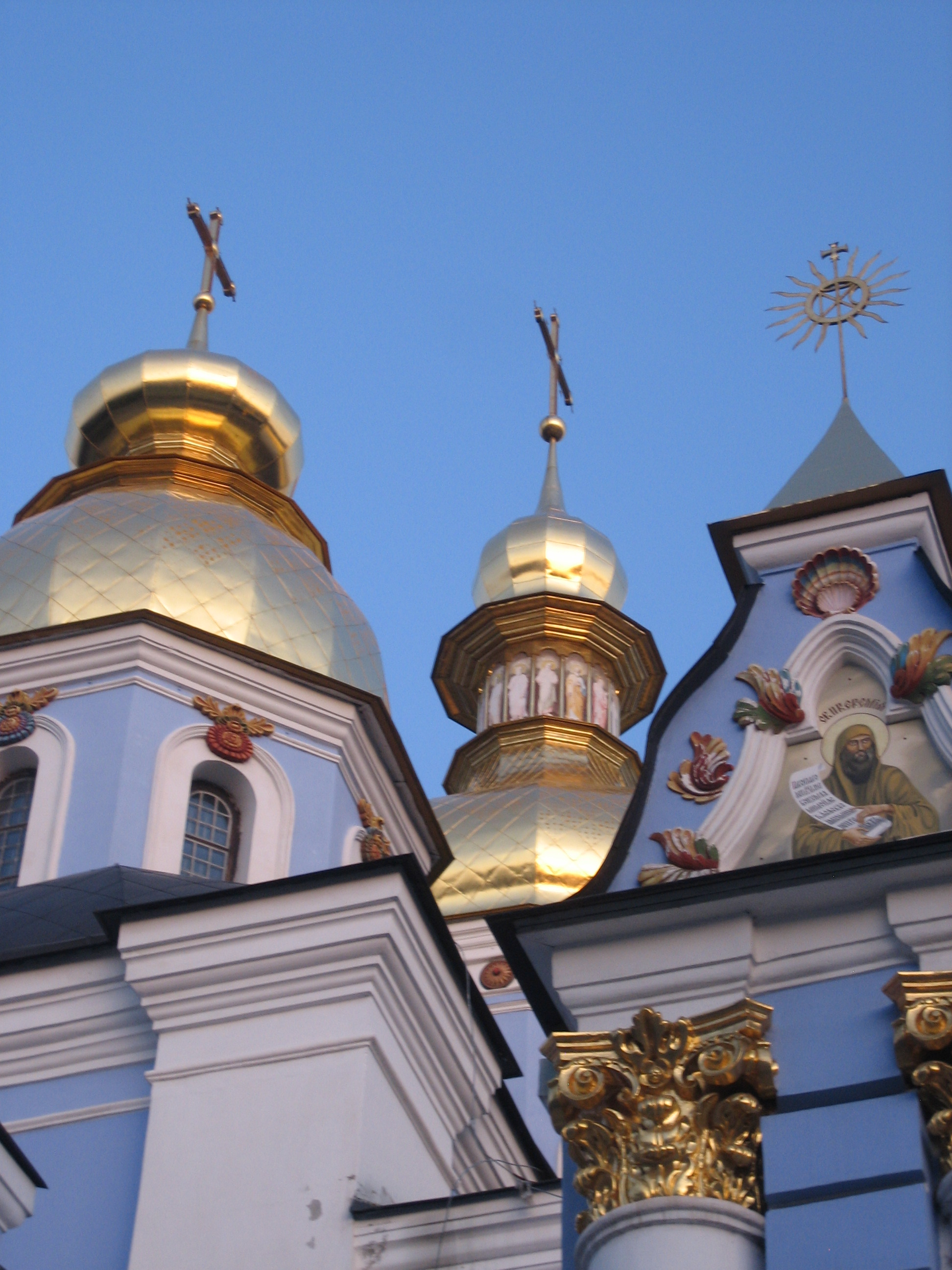
La Cattedrale di San Michele

- La Cattedrale di San MicheleCattedrale di Santa Sofia. Edificata nel 1037 venne progettata per emulare lo splendore delle chiese bizantine, riflettendo la percezione della cristianità dell'Impero Bizantino. Il tempio, fino al 1240, era per dimensioni il secondo dell'intera Cristianità. Anche se è dedicato alla "Santa Sapienza", come la grande cattedrale di Hagia Sophia a Costantinopoli, l'edificio ha una forma decisamente differente: invece che una singola cupola semisferica che si innalza dal corpo dell'edificio, la cattedrale di Santa Sofia a Kiev ha 13 cupole a cipolla montate su tamburi. La ragione è che gli ingegneri bizantini che la costruirono dovettero rinunciare alla pietra e usare esclusivamente mattoni su un terreno che non era abbastanza solido. La cupola centrale è leggermente più grande delle altre e, dal più recente rinnovo, dorata. La cattedrale nel corso del tempo ha perso alcuni dei corpi costruttivi ed è oggi più modesta rispetto alla costruzione originale.
- Chiesa di San Nicola
- Cattedrale di San Vladimiro
- Chiesa del refettorio
- Chiesa delle Decime
- Concattedrale di Sant'Alessandro
- Monastero delle Grotte di Kiev
- Convento dell'Ascensione
- Monastero dorato e Cattedrale di San Michele
- Monastero della Santissima Trinità e San Giona
- Monastero Vydubyc'kyj e Cattedrale di San Giorgio
- Chiesa di Sant'Andrea. Da qui inizia la Discesa di Sant'Andrea.
- Chiesa di San Nicola o chiesa della Tomba di Askold, nell'omonimo parco
- Cattedrale della Trinità
- Cattedrale di San Pantaleone
- Cattedrale della Resurrezione di Cristo
- Cattedrale luterana di San Paolo
- Sinagoga Brods'kyj

### Edifici civili

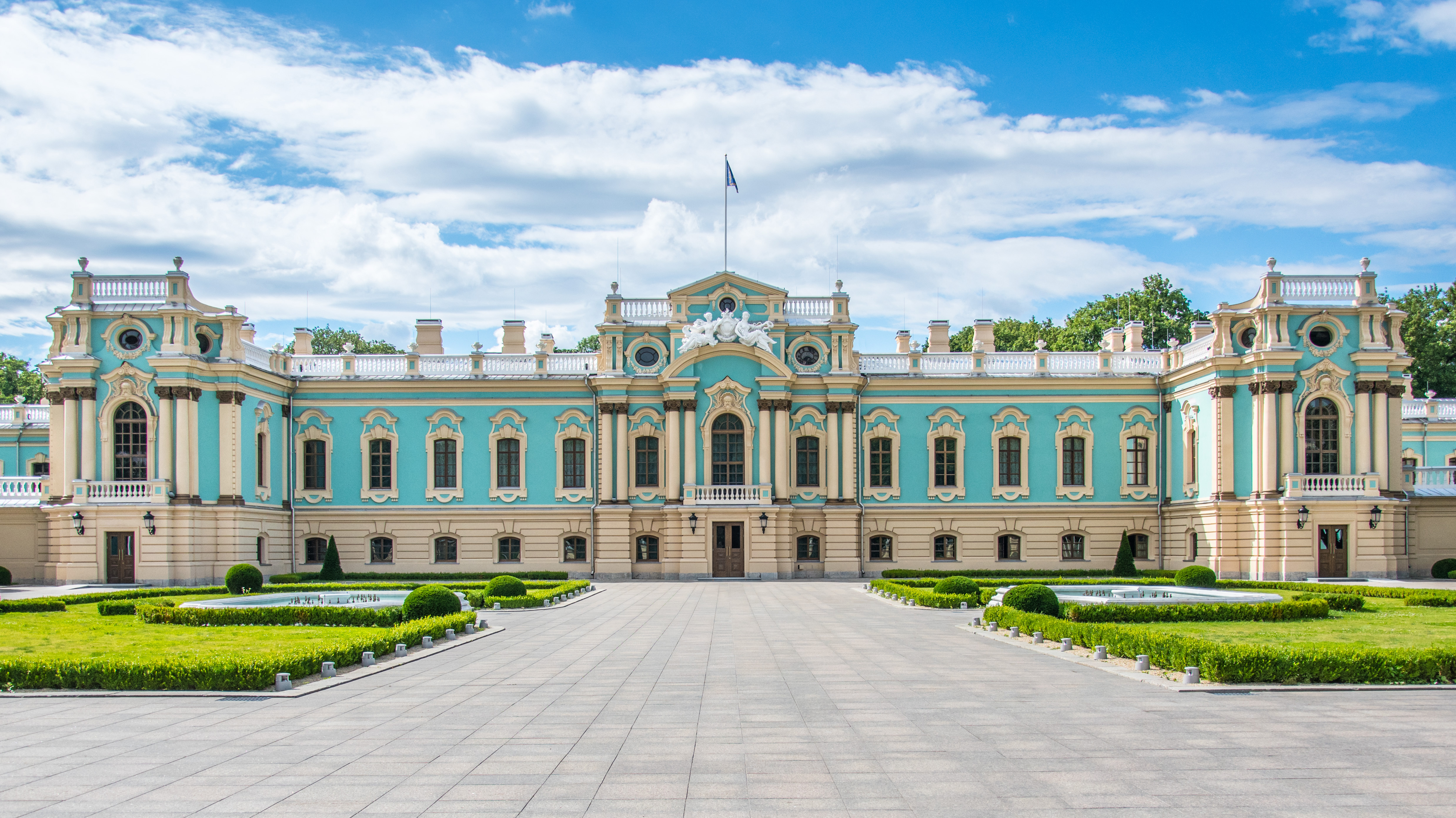
Palazzo Mariinskij

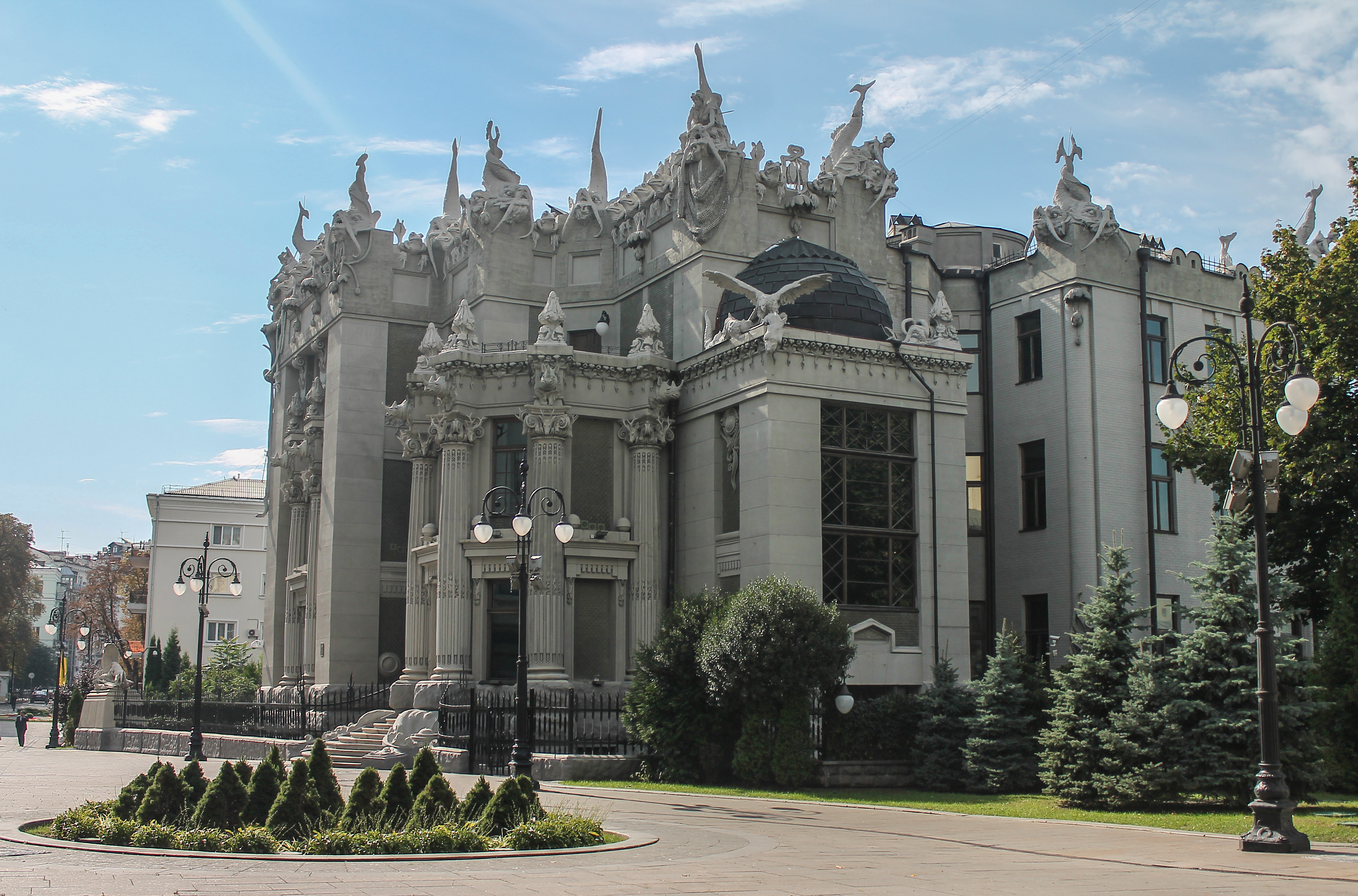
Casa delle Chimere

- Palazzo del governo
- Palazzo Mariinskij
- Casa delle Chimere
- Casa della vedova piangente
- Circo Nazionale dell'Ucraina

### Piazze

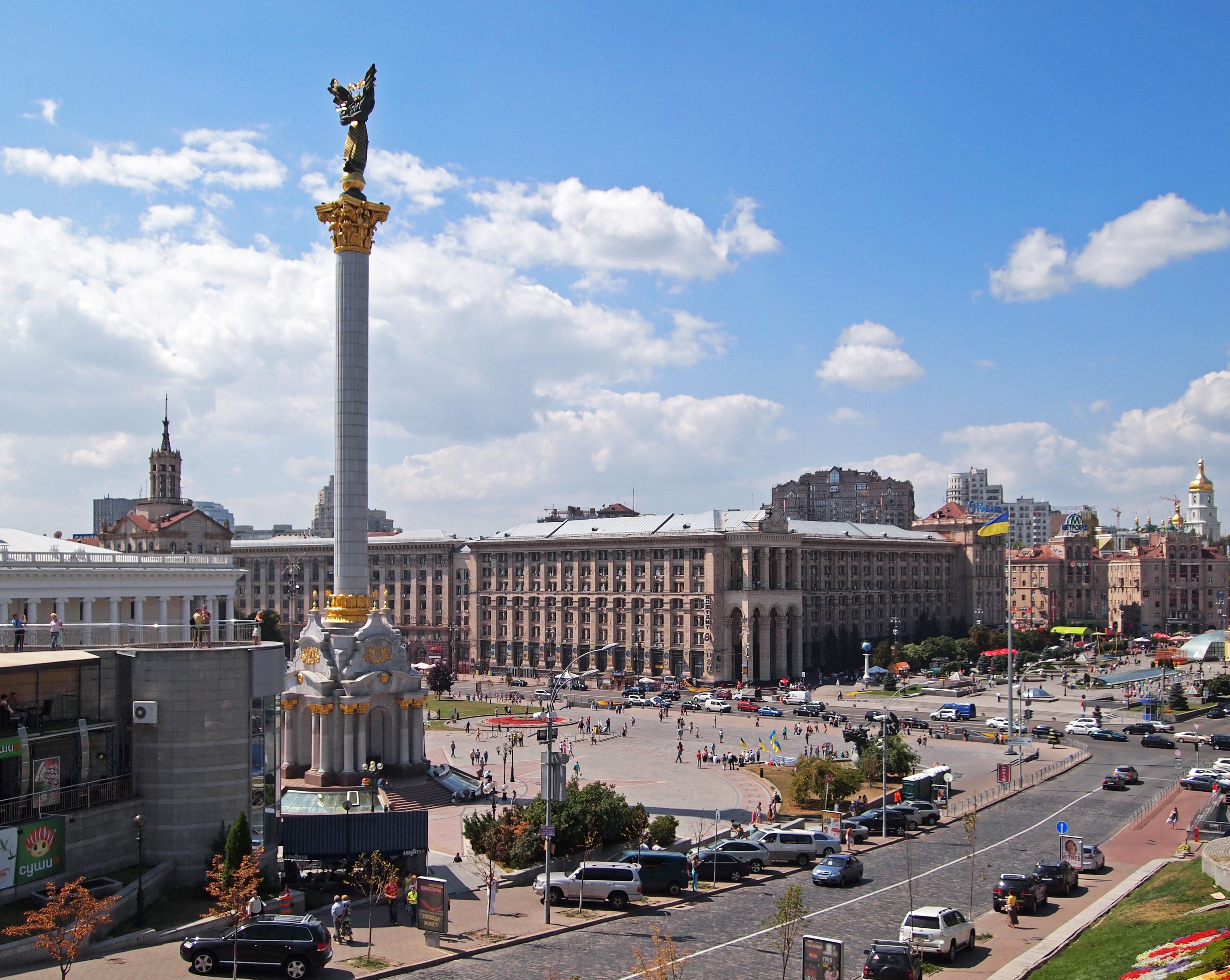
Majdan Nezaležnosti

- Majdan Nezaležnosti, la piazza principale.
- Piazza Kontraktova, risalente al XII secolo.
- Piazza Europea
- Piazza Bessarabia
- Piazza Odessa
- Piazza Halyc'ka
- Piazza Sofia
- Piazza della Posta, la piazza più antica nel distretto di Podil, con i primi insediamenti risalenti al IV secolo.

### Monumenti
- Madre Ucraina
- Monumento all'Indipendenza
- Porta d'Oro
- Porta Ljads'ki
- Monumento a San Vladimiro
- Arco dell'amicizia dei popoli
- Monumento ai diritti di Magdeburgo
- Monumento a Lenin, si trovava in piazza Bessarabia ed è stato demolito nel 2013.
- Memoriale della Gloria Eterna
- Monumento a Bohdan Chmel'nyc'kyj
- Monumento a Taras Ševčenko
- Monumento ai fondatori di Kiev

### Aree protette
- Parco naturale nazionale di Holosijvs'kyj

## Società

### Lingue
A Kiev sono parlate comunemente sia l'ucraino che il russo. Al censimento del 2001, circa il 75% della popolazione di Kiev ha dichiarato di considerare l'ucraino la propria lingua madre; intorno al 25% il russo. Secondo un sondaggio del 2006, il 23% degli abitanti di Kiev parlava in casa l'ucraino, il 52% il russo, mentre il 24% parlava correntemente entrambi.
Secondo un sondaggio del 2023 condotto dall'organizzazione statunitense International Republican Institute, il 59% degli abitanti della città parla ucraino in casa mentre il restante il 38% parla russo.
Secondo il Servizio statistico statale dell'Ucraina, dei 331.774 studenti frequentanti le scuole secondarie, 331.700, ovvero il 99,98%, erano iscritti a classi in lingua ucraina.

## Cultura

### Istruzione e ricerca

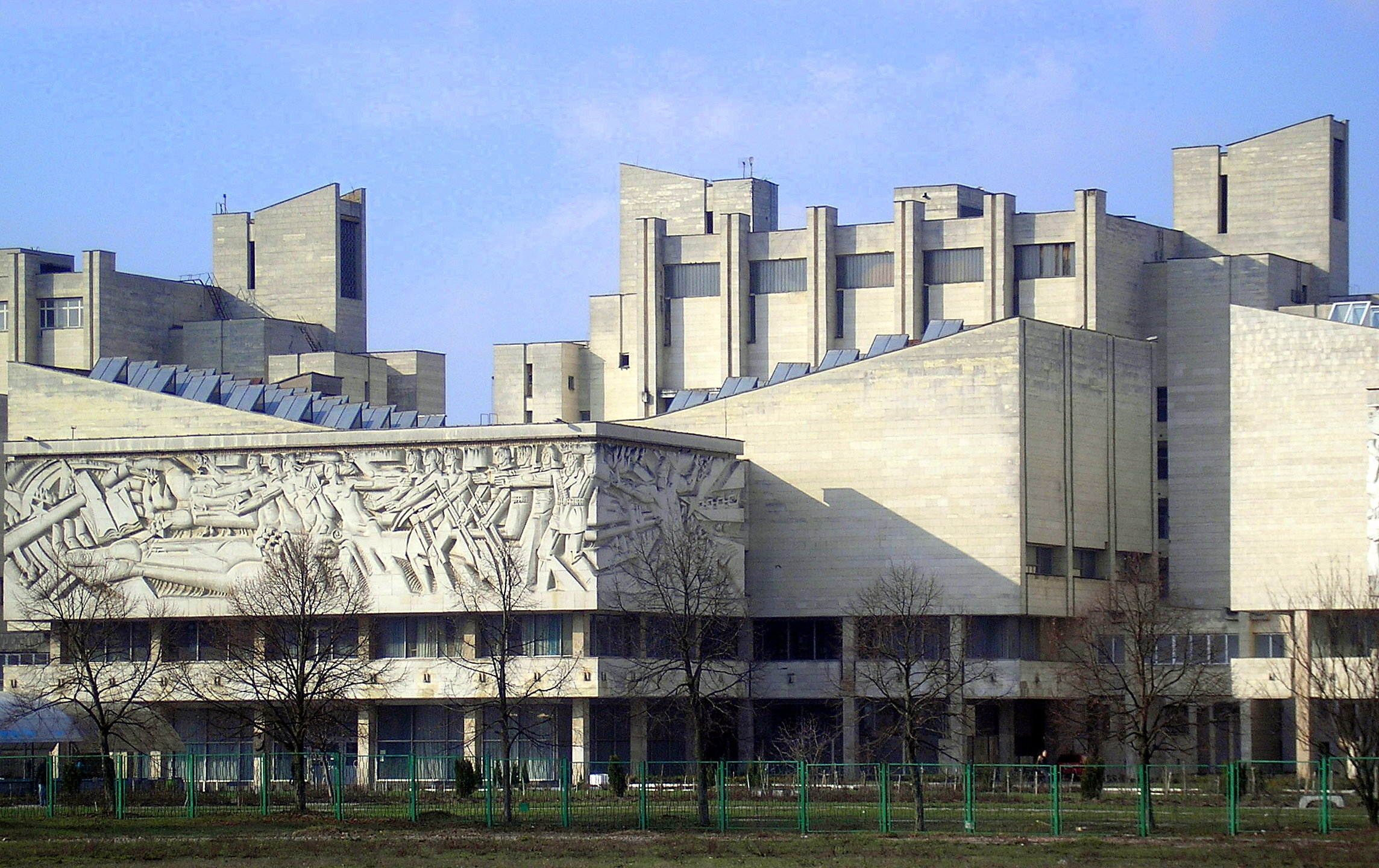
La facoltà di cibernetica dell'università nazionale Taras Ševčenko

A Kiev hanno sede molte università, fra cui l'Università nazionale Taras Ševčenko di Kiev, con la sua Biblioteca scientifica Mychajlo Maksymovyč, l'Istituto politecnico "Igor' Sikorskij", l'Università nazionale accademia Mogila di Kiev e l'Università nazionale del commercio ed economia di Kiev. Di esse, l'Accademia Mogila è quella di più antica fondazione, essendo nata come seminario teologico nel 1632, ma l'Università Ševčenko, fondata nel 1834, è la più antica senza soluzione di continuità.
In campo artistico è da segnalare l'Accademia musicale nazionale Čajkovskij mentre in campo religioso è importante l'Istituto superiore di scienze religiose San Tommaso d'Aquino.
Nella capitale ucraina si trovano circa 530 scuole secondarie generali e circa 680 scuole e nidi d'infanzia.
A Kiev ha sede anche l'Accademia nazionale delle scienze dell'Ucraina.

## Infrastrutture e trasporti

### Strade ed aeroporti
La città di Kiev è servita da due aeroporti principali: l'Aeroporto di Kiev-Boryspil', il più grande aeroporto del paese, che gestisce la maggioranza dei voli internazionali, e l'Aeroporto di Kiev-Žuljany, principale base per le compagnie aeree a basso costo. La principale strada in città è la Chreščatyk.

### Ferrovie

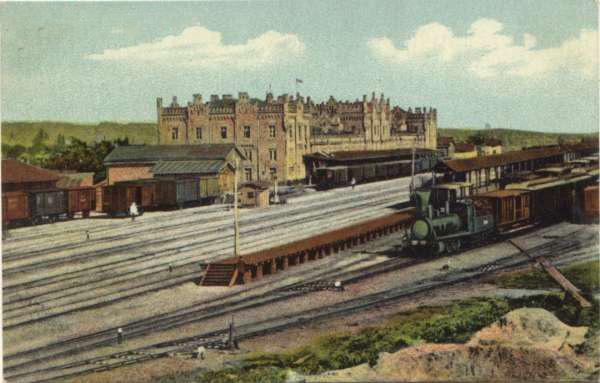
La vecchia stazione del XIX secolo in stile gotico inglese

La città di Kiev dispone di un'infrastruttura ferroviaria sviluppata che include la stazione centrale (per i treni passeggeri a lunga percorrenza), la stazione di Darnycja (specialmente per il traffico commerciale), stazioni urbane, commerciali, depositi e servizi di manutenzione e riparazione.
Pur essendo una delle principali forme di trasporto urbano ed extraurbano il sistema ferroviario di Kiev non soddisfa completamente la domanda di servizio passeggeri e in particolare, i treni a lunga percorrenza fermano solo nella stazione centrale. La grande stazione di Darnycja, che è in fase di aggiornamento e si trova sulla riva sinistra del Dniepr (parte orientale della città), è destinata a divenire un hub per i passeggeri a lunga distanza, facilitando e decongestionando il traffico della stazione centrale.

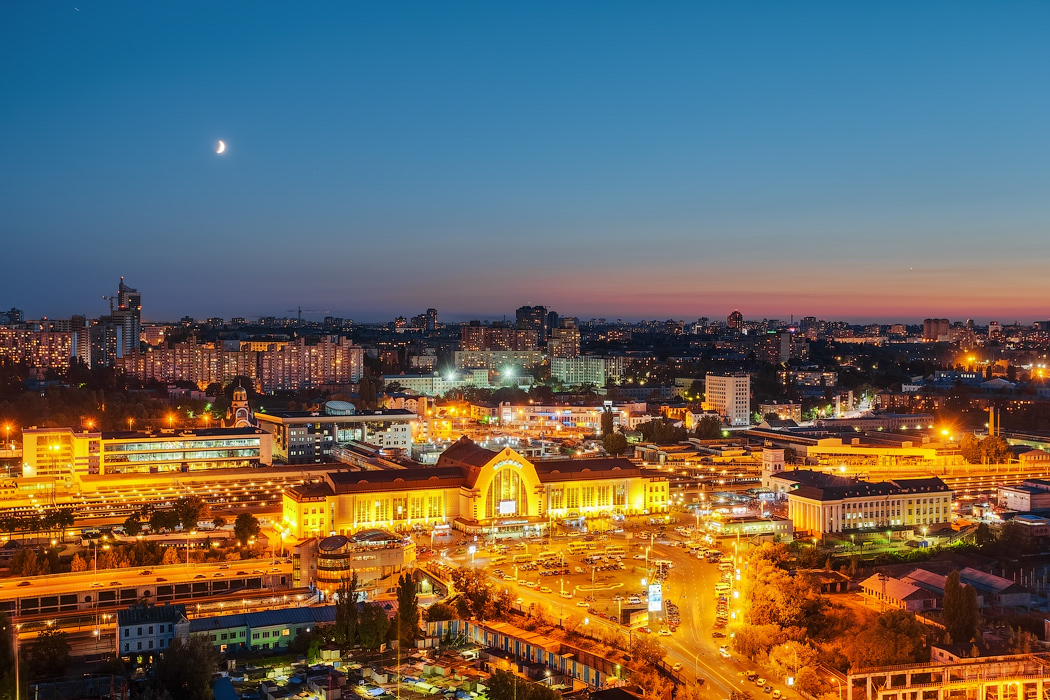
L'area della stazione di Kiev in un'immagine panoramica notturna

I ponti sul fiume Dnepr sono un altro problema che limita lo sviluppo del sistema ferroviario cittadino: solo la metà dei ponti ferroviari è in grado di supportare l'intenso traffico dei treni. Il ponte Paton è stato ultimato nel 1953, il ponte Pivnichnyi (chiamato fino al 2018 ponte Mosca) nel 1976, il Ponte Pivdennij nel 1990 e il più recente ponte auto-ferroviario, il Nuovo Ponte Darnytskyi è stato costruito tra il 2004 e il 2011, parte del progetto della stazione di Darnycja.
Nel 2011 l'amministrazione comunale di Kiev ha istituito il servizio ferroviario urbano, in esercizio ad intervalli regolari compresi tra 4 a 10 minuti (durante il giorno) e su un percorso circolare intorno al centro della città, consentendo l'accesso a molte zone della periferia interna di Kiev, dove sono presenti interscambi tra la metropolitana la metrotranvia. I treni suburbani "Električka" sono gestiti da Ukrzaliznycja (Ferrovie ucraine) e forniscono un servizio veloce. I treni tuttavia possono accumulare ritardi e sono scarsamente mantenuti e sovraffollati nelle ore di punta, il che favorisce la microcriminalità urbana. Gli Električka si muovono verso cinque direttrici che partono dal centro di Kiev:
- Nižyn (nord-est)
- Hrebinka (sud-est)
- Myronivka (sud)
- Fastiv (sud-ovest)
- Korosten' (ovest)

### Metropolitana

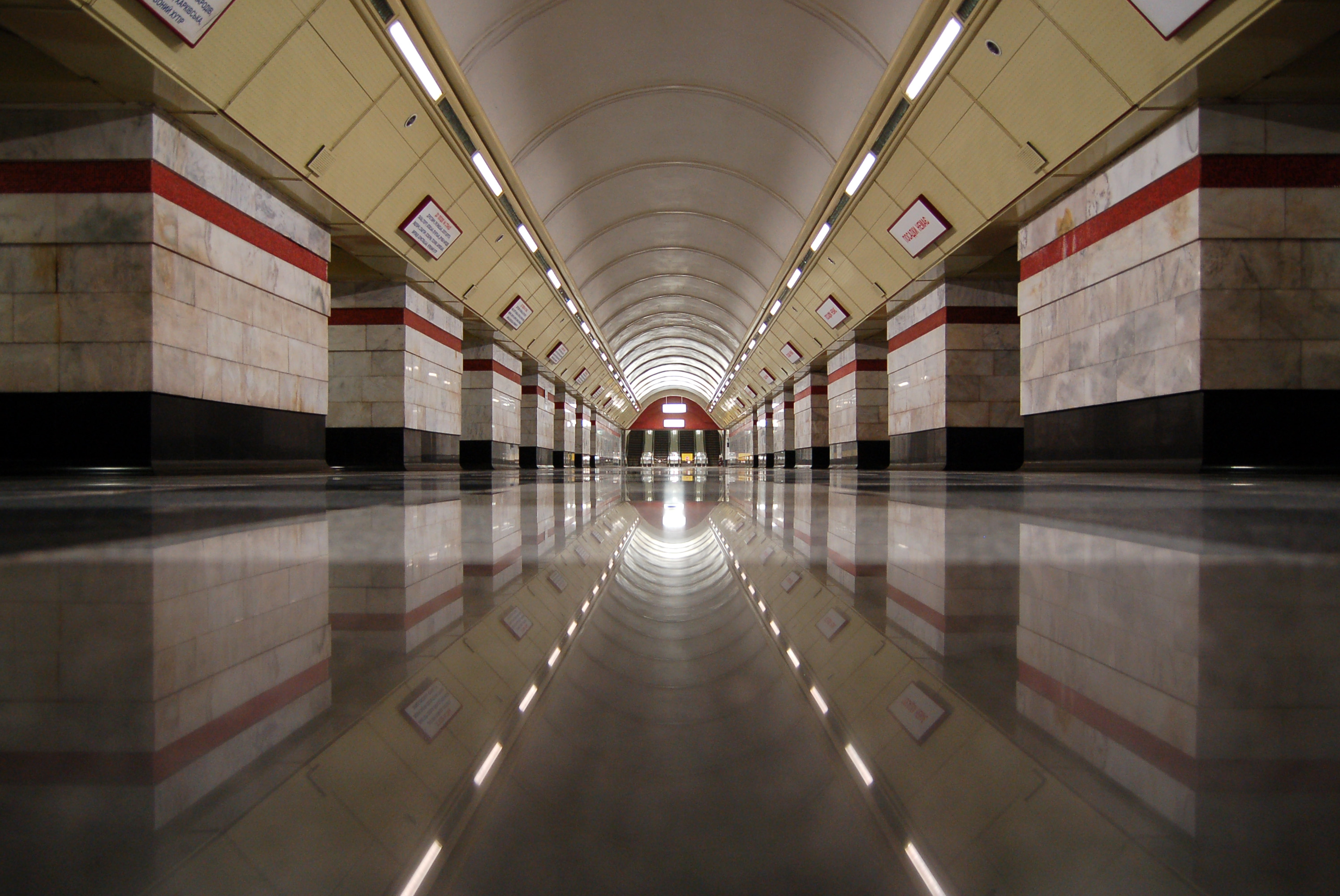
Stazione Metro di Syrets

Kiev è attraversata da tre linee di ferrovia metropolitana, distinte sulle mappe dai colori rosso, verde e blu. Un'altra linea è in costruzione e una quinta in fase di progetto avanzato. Esse si incrociano in corrispondenza del centro della città, hanno una lunghezza complessiva di 65,8 km, e le stazioni sono fra le più profonde al mondo. Il ponte della metropolitana unisce le due sponde del fiume e permette il passaggio dei convogli tra est ed ovest.
Il metrò, funzionante dalle 5.50 alle 24, è la soluzione più rapida, comoda, veloce ed affidabile per viaggiare a Kiev. I treni hanno una frequenza di 1 o 2 minuti nelle ore di punta e di 5 minuti nel resto della giornata. Dopo le 22 tuttavia la frequenza dei convogli diminuisce. Il costo del gettone, precedentemente di 50 copeche il 4 novembre 2008 è stato portato a 2 hryvne e poi, dopo le proteste dei consumatori, abbassato a 1,70 hryvne, seguendo analoghi aumenti imposti in altre città ucraine.
Nel dicembre 2010 il prezzo è stato riportato a 2 hryvne. Nel 2017 il prezzo del gettone metropolitano è stato portato a 5 hryvne e nel 2018 è arrivato a 8 hryvne.

### Mobilità urbana
La mobilità urbana, gestita dalla Kyïvpastrans, è composta da autobus urbani, tram, filobus e una funicolare.
Il costo del gettone per ogni corsa, precedentemente di soli 50 copechi, è stato portato a 1,50 grivne. Si può acquistare presso i chioschi o dal bigliettaio o dal conducente, dopo graduali aumenti il costo è arrivato nel 2017 a 4 hryvne, con una sanzione di 80 hryvne per i trasgressori.

### Funicolare

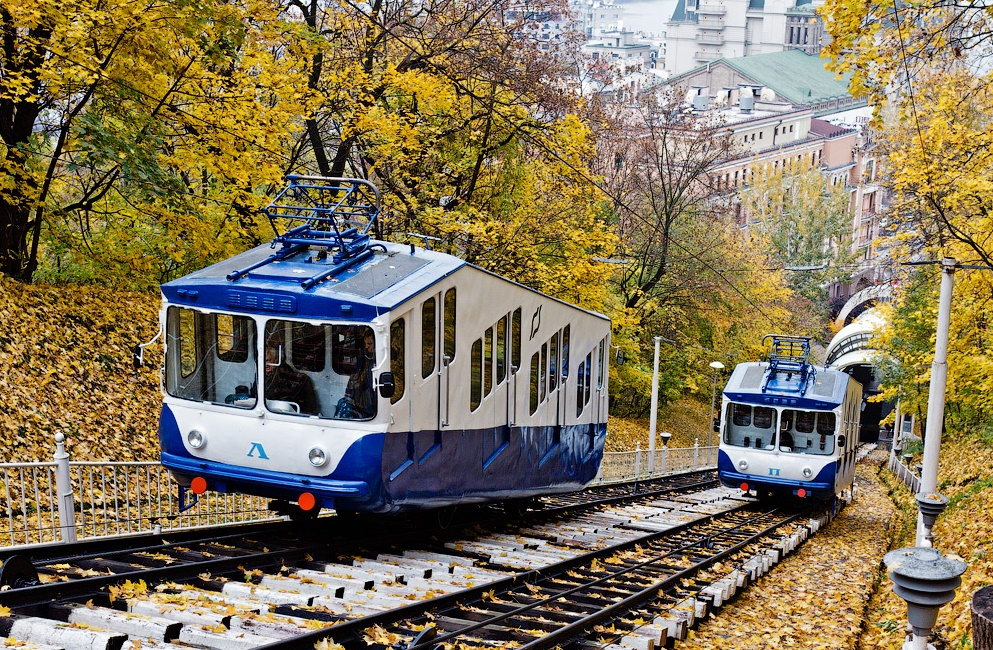
Funicolare di Kiev

La funicolare di Kiev, inaugurata nel 1905, collega la città storica (nei pressi del monastero dorato di San Michele) con la sottostante piazza della Posta nel quartiere commerciale di Podil. Il costo è di 4 hryvne.

### Taxi
Un mezzo molto utilizzato per spostarsi a Kiev è il taxi. Ma oltre ai taxi ufficiali esiste il servizio di taxi collettivo, la cosiddetta Maršrutka, ed è possibile chiedere un passaggio a qualsiasi automobilista. Una volta che questo si è fermato si contratta il prezzo della corsa. I prezzi oscillano normalmente da 20-30 hryvne per i tragitti più brevi alle 200 hryvne per un passaggio dall'aeroporto Boryspil' fino al centro della città.

### Trasporto fluviale
La città è dotata di un porto fluviale, sulla riva destra del fiume Dnepr nel quartiere Podil. Usato principalmente per il traffico commerciale, durante la stagione estiva costituisce la base anche di crociere ed escursioni turistiche.

### Biblioteche a archivi

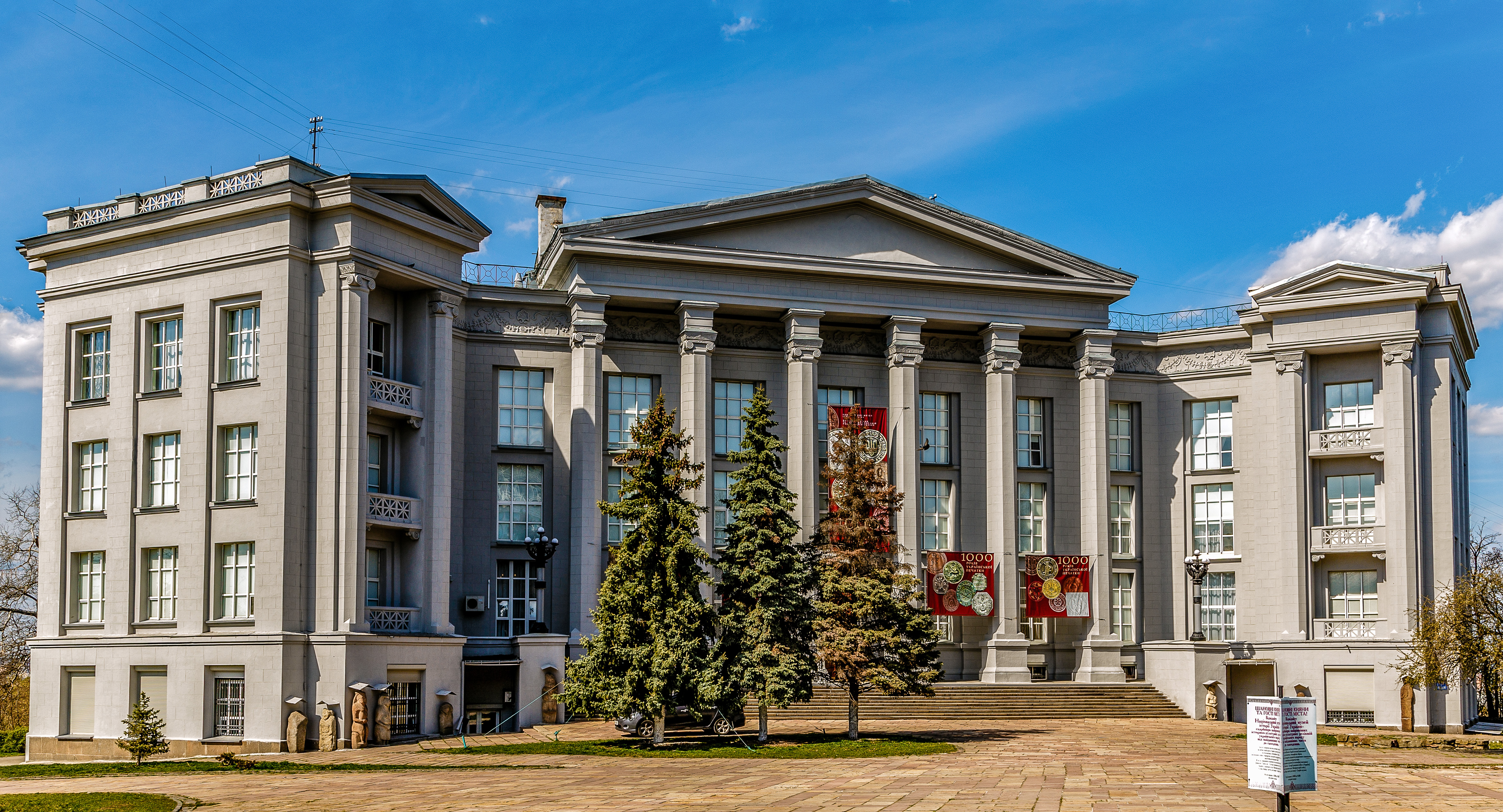
Museo nazionale di storia dell'Ucraina

Ci sono molte biblioteche in città, fra cui la Biblioteca nazionale ucraina Vernadskij, che è la più importante biblioteca ucraina e una delle più grandi biblioteche nazionali del mondo e la Biblioteca nazionale parlamentare dell'Ucraina. La Biblioteca Nazionale è affiliata all'Accademia delle Scienze in quanto gode del deposito legale e perciò ospita gli archivi dell'Accademia. La Biblioteca Vernadkij custodisce il più grande archivio al mondo di musica ebraica registrata su cilindri fonografici. Questa raccolta di musica popolare ebraica (1912–1947) è stata inserita nel registro della Memoria del mondo dell'UNESCO.

### Musei
- Museo nazionale d'Arte dell'Ucraina
- Museo storico nazionale dell'Ucraina
- Museo di una strada
- Museo Michail Bulgakov
- Museo della storia dell'Ucraina nella seconda guerra mondiale
- Museo della storia di Kiev
- Museo nazionale ucraino "Černobyl'"
- Orto botanico nazionale di Kiev
- PinchukArtCentre
- Museo dell'occupazione sovietica
- Museo nazionale del Genocidio dell'Holodomor
- Museo Viktor Kosenko
- Museo nazionale d'arte di Kiev
- Museo nazionale Taras Ševčenko
- Museo Ivan Hončar
- Casa di Pietro il Grande

### Teatri e musica

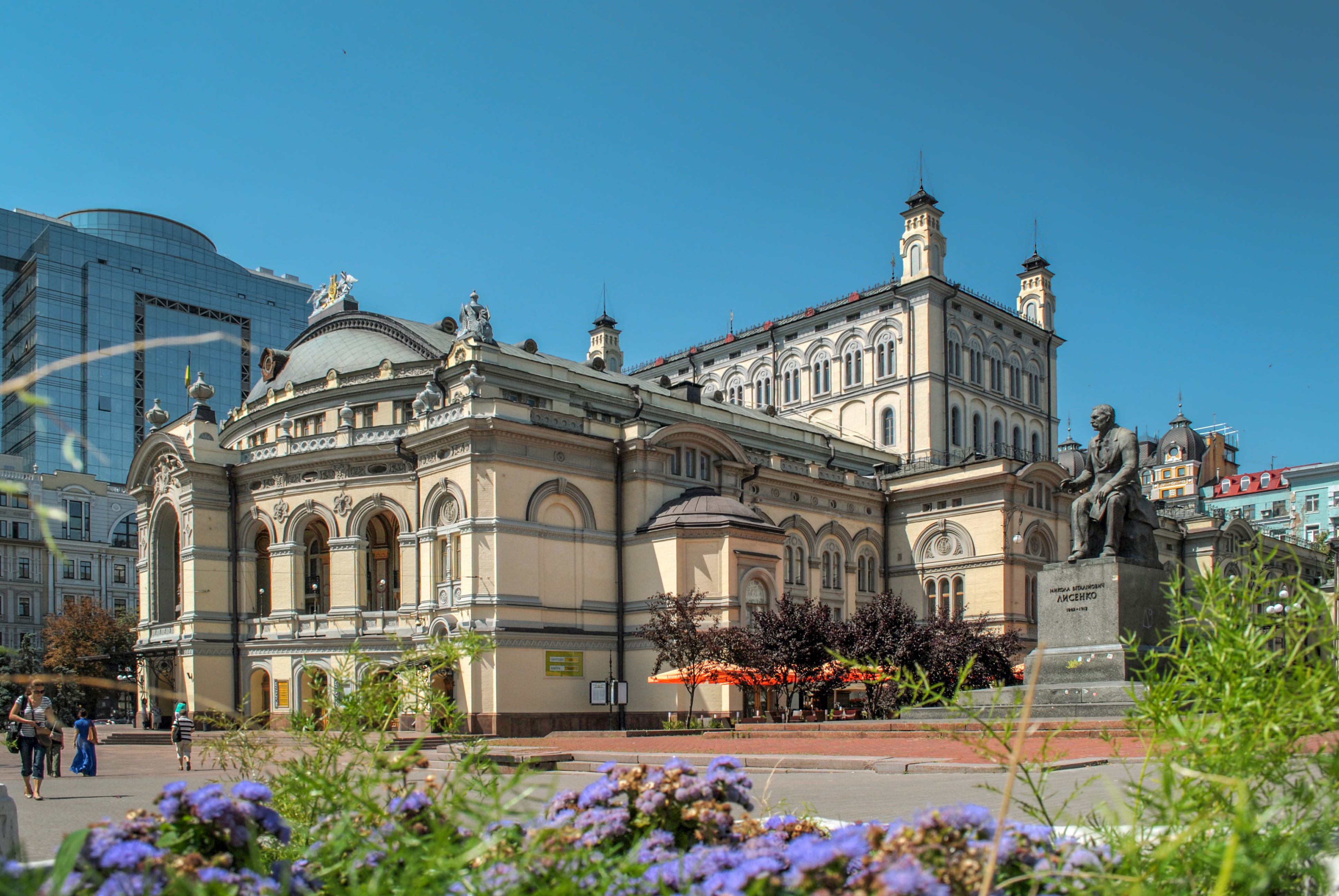
Teatro Accademico Nazionale dell'Opera e del Balletto dell'Ucraina Taras Ševčenko

Il teatro dell'opera della capitale ucraina è il Teatro Accademico Nazionale dell'Opera e del Balletto dell'Ucraina Taras Ševčenko. Al repertorio più leggero è dedicato il Teatro accademico nazionale dell'operetta mentre il Teatro Nazionale Ivan Franko è il principale teatro dedicato alla prosa. In città ha sede l'Orchestra Filarmonica Nazionale dell'Ucraina, è attiva la Camerata di Kiev e vi si svolge il Gogolfest.

### Media
- Torre della televisione di Kiev

## Amministrazione
Il comune di Kiev ha uno status giuridico speciale all'interno dell'Ucraina rispetto alle altre suddivisioni amministrative del Paese. La differenza più significativa consiste nel considerarla una regione dell'Ucraina. È l'unica città ad avere una doppia giurisdizione. Il capo dell'amministrazione statale della città - il governatore - che è nominato dal Presidente dell'Ucraina, mentre il capo del Consiglio comunale - il sindaco di Kiev - è eletto dal voto popolare locale.
Dal 2006 al 2012 sindaco della città fu Leonid Černovec'kij. Dal 2012 al 2014 facente funzione di sindaco fu Galina Gerega. Dal 2014 sindaco della città è Vitalij Klyčko, riconfermato in occasione delle elezioni comunali a Kiev del 2020.

### Suddivisioni amministrative

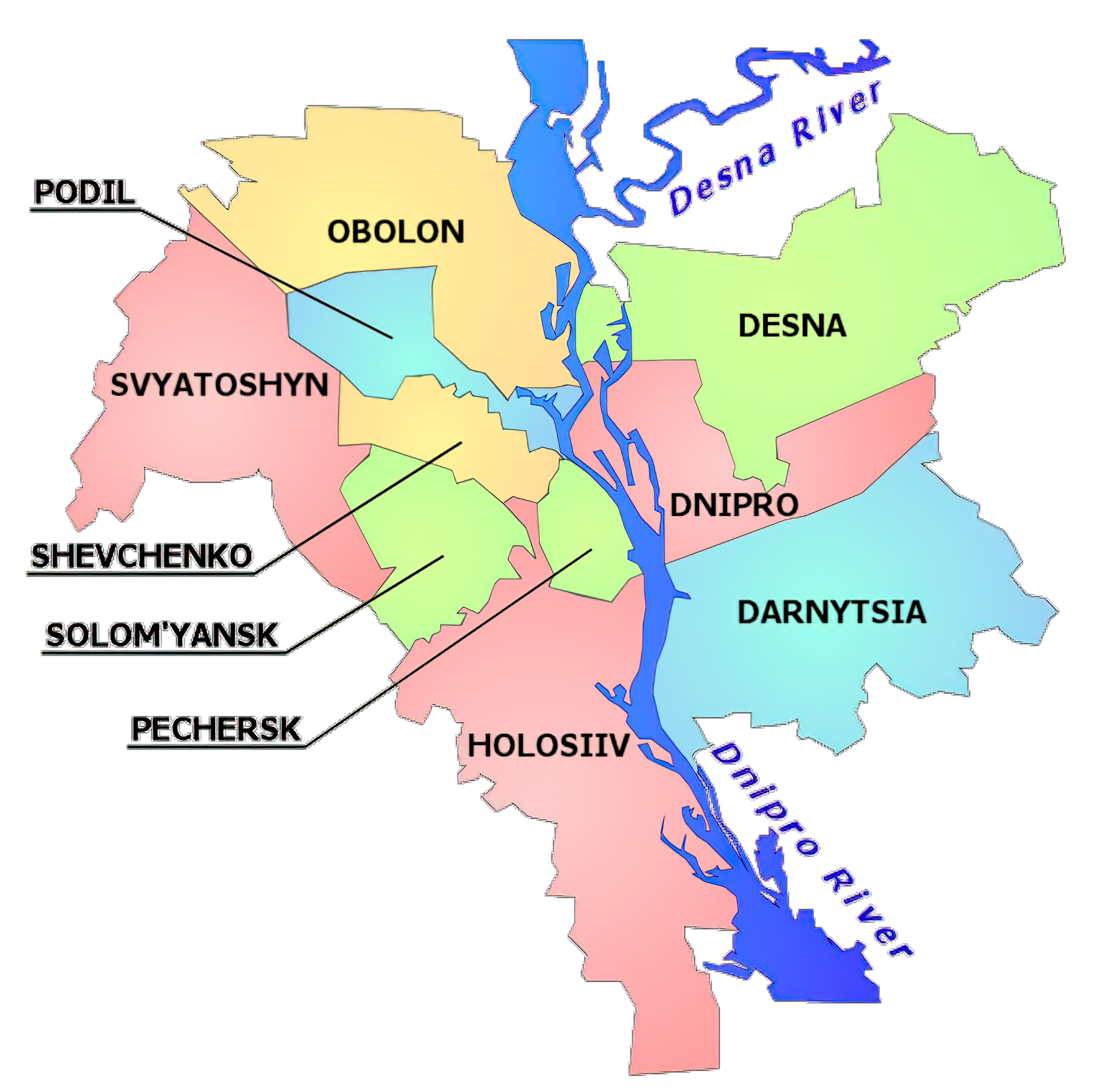
I dieci rajon di Kiev

La città di Kiev è formalmente suddivisa in 10 distretti o rajon:
- Distretto di Darnycja (Дарницький район)
- Distretto di Desna (Деснянський район; dal fiume Desna)
- Distretto di Dnipro (Дніпровський район; dal fiume Dnipro)
- Distretto di Holosiïv (Голосіївський район)
- Distretto di Obolon (Оболонський район)
- Distretto di Pečers'k (Печерський район)
- Distretto di Podil (Подільський район)
- Distretto di Ševčenko (Шевченківський район; da Taras Hryhorovyč Ševčenko)
- Distretto di Solom"janka (Солом'янський район)
- Distretto di Svjatošyn (Святошинський район)

La maggior parte prendono nome dai quartieri storici della città che vi sono compresi.

### Gemellaggi
| - Ankara, dal 1993 - Atene, dal 1999 - Baku - Bratislava - Belgrado - Bruxelles - Budapest - Chicago - Chișinău - Cracovia, dal 1976 - Edimburgo - Firenze, dal 1967 | - Helsinki - Kyoto - Lipsia, dal 1961 - Minsk - Monaco - Odense - Pechino, dal 1993 - Pretoria - Riga - Rio de Janeiro - Santiago del Cile - Sofia | - Stoccolma - Tallinn - Tbilisi, dal 1999 - Tirana - Toronto - Tolosa - Varsavia - Vienna - Vilnius - Wuhan - Erevan - Tampere |

## Sport

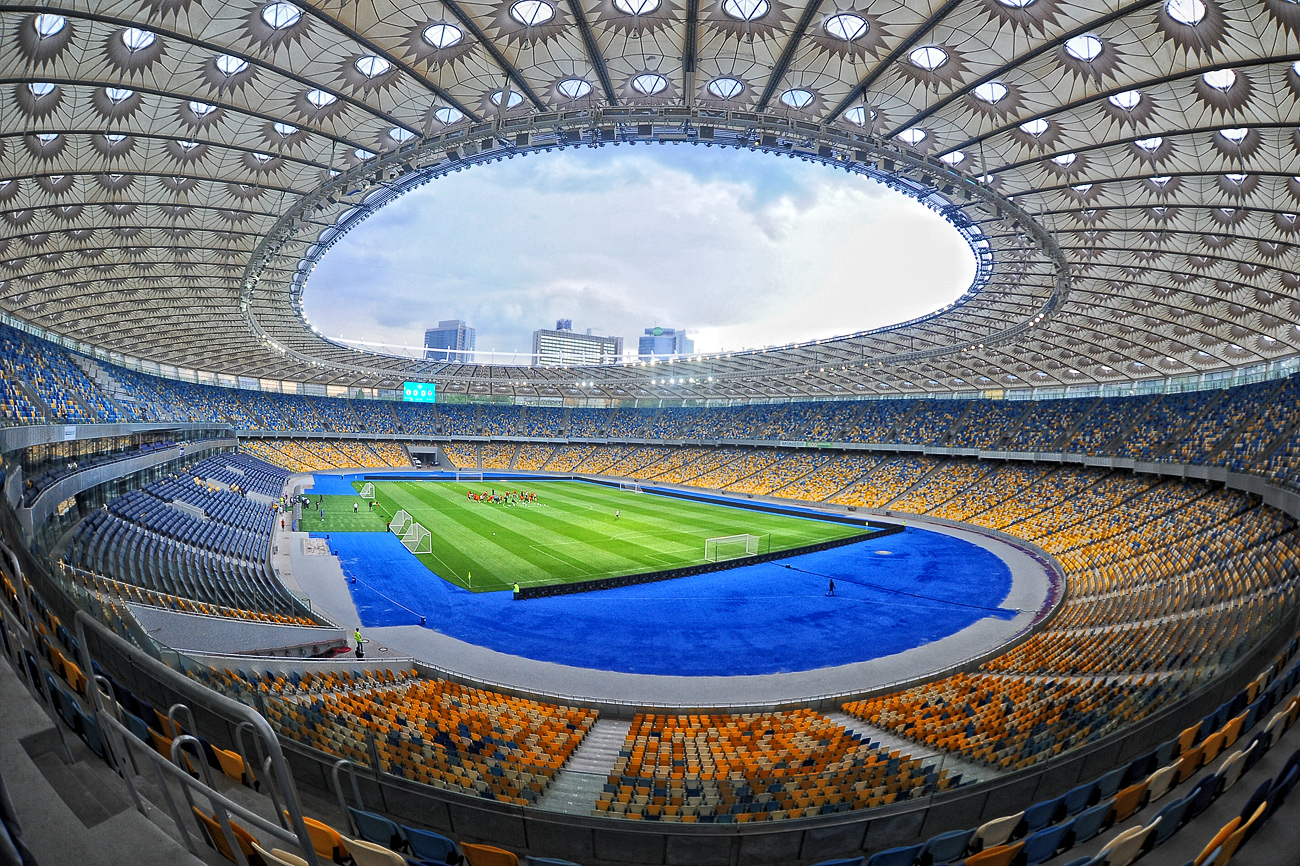
Stadio Olimpico

Le principali squadre calcistiche cittadine sono:
- Dinamo Kiev, squadra più titolata d'Ucraina e prima squadra sovietica a vincere una competizione europea di club
- Arsenal Kiev, fondata come CSKA Kiev

Nel 2012 lo Stadio Olimpico ha ospitato alcune gare del Campionato europeo di calcio 2012, ospitato in Polonia e Ucraina, in particolare la finale. Nel 2018 lo stadio ha ospitato la finale di UEFA Champions League.
Nel football americano Kiev è o è stata rappresentata da diverse squadre, in particolare:
- Kiev Bandits
- Kiev Bombers
- Kiev Bulldogs
- Kiev Capitals
- Kiev Jokers
- Kiev Knights
- Kiev Patriots
- Kiev Rebels
- Kiev Slavs
- Kiev Stallions